# Ernst Franzos
Ernst Franzos (* 25. August 1877 in Wien, Österreich-Ungarn; † 13. August 1941 im KZ Auschwitz) war ein österreichischer Filmkaufmann, -produzent und Produktionsleiter.

## Leben und Wirken
Über das Leben von Ernst Franzos ist kaum etwas bekannt. Er hatte nach seiner kaufmännischen Lehre als Filmkaufmann begonnen und in den ausgehenden 1920er Jahren in Berlin bei mehreren Film des Produzenten Lothar Stark als Produktionsleiter gearbeitet. Später war er auch als Produzent in Paris, Budapest und Wien tätig. Nachdem er Hitler-Deutschland verlassen musste, gründete Franzos mit dem ebenfalls jüdischen Kollegen Robert Müller die gemeinsame Produktionsfirma Favorit Film, die jedoch angesichts der enorm schwierigen Arbeitsbedingungen für jüdische Filmschaffende im Österreich des Jahres 1936 nur einen einzigen Film herstellen konnte. Im Januar 1938 erfolgte Franzos’ Verhaftung in Wien wegen Verkaufs nicht bezahlter Schreibmaschinen. Nach dem Anschluss Österreichs zwei Monate darauf floh Franzos nach Polen. Dort wurde er, vermutlich 1941 in Krakau, von deutschen Stellen verhaftet und in das Konzentrationslager Auschwitz deportiert, wo er wenig später unter ungeklärten Umständen ums Leben kam.

## Filmografie
- 1927: Die Stadt der tausend Freuden
- 1928: Fünf bange Tage
- 1935: Varieté
- 1936: Hannerl und ihre Liebhaber